# Urú Curé Rugby Club
El Urú Curé Rugby Club es una institución deportiva argentina de hockey sobre césped femenino y rugby masculino, con sede en la ciudad de Río Cuarto.
Es miembro de la Unión Cordobesa de Rugby, así participa en el Torneo de Córdoba y a nivel nacional disputa el Torneo del Interior.

## Historia
A fines de marzo de 1954, los dirigentes y algunos jugadores del Gorriones R. C. decidieron separarse. El 6 de abril se decide la creación de una nueva entidad que participaría con personería propia en el Campeonato organizado por la Unión Riocuartense de Rugby y para darle identidad, se proponen varios nombres siendo finalmente elegido Urú Curé; que en el idioma guaraní significa Lechuza Solitaria.
El club participa en el Torneo de Córdoba desde 1961 y logró ganar su primer título en la temporada 2019.

### SigloXX
Con la reestructuración de las competencias nacionales por parte de la Unión Argentina de Rugby en 2011, el club fue ubicado en el Torneo del Interior B. Así en la edición de 2012 y primera participación, quedó eliminado en la fase de grupos.
En el Torneo de 2013 logró el título y ascendió al Torneo del Interior A. Al año siguiente, en su primer campeonato en la división más importante del interior, se consagró campeón del Torneo de 2014 y clasificó así al Torneo Nacional de Clubes por primera vez en su historia: la máxima división del país.

### En la élite
En el Torneo Nacional de Clubes 2015 el equipo acabó eliminado en la fase de grupos, el mismo resultado obtuvo en el Torneo de 2016 y esta vez evitó el descenso en la zona de permanencia increíblemente.
Una reestructuración de la Unión Argentina de Rugby mantuvo a La Lechuza en la primera división: el Torneo Nacional de Clubes A 2017. El equipo ganó su grupo y terminó eliminado en los cuartos de final por el Hindú Club que sería eventual campeón.
Otra reestructuración de la Unión Argentina de Rugby emplazó al club en la nueva segunda división del rugby argentino, con el regreso del Torneo Nacional de Clubes B. En su primera participación La Lechuza se consagró campeón, logró así su título más importante y ascendió a la primera división: el Torneo Nacional de Clubes A.
Actualmente una nueva reestructuración que eliminó a la segunda división, lo ubicó en el Torneo del Interior A 2019 y desde aquí se clasifica al Nacional de Clubes o se desciende al Torneo del Interior B.

## Palmarés
- Campeón del Torneo del Interior B de 2013.
- Campeón del Torneo del Interior A de 2014.
- Campeón del Torneo Nacional de Clubes B de 2018.[3]
- Campeón del Torneo de Córdoba de 2019.